# GothBoiClique

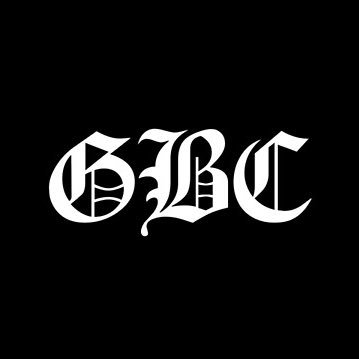
GothBoiClique 2013

GothBoiClique é um grupo coletivo de emo rap americano com base em Los Angeles, Califórnia. Foi formado em 2013 pelos rappers Wicca Phase Springs Eternal, Cold Hart e Horse Head. O nome do grupo vem de um beat que Cold Hart enviou para Wicca Phase Springs Eternal. Em 2016, o grupo lançou a mixtape Yeah It's True.

## Membros
Atuais
- Cold Hart - vocais, produção
- Døves - vocais, produção
- Fish Narc - produção, instrumentais, vocais
- Horse Head - vocais, produção, vocais
- JPDreamthug - vocais
- Lil Tracy - vocais, eventual produção
- Mackned - vocais, produção
- Wicca Phase Springs Eternal - vocais, produção

- Yawns - instrumentais, produção

Ex-membros
- Lil Peep - vocais, produção